# Science-fiction et fantastique au Québec
 (novembre 2023).
La science-fiction et le fantastique québécois, communément désigné sous l'acronyme SFFQ, rassemble les artistes ou les œuvres reliés de près ou de loin à ces domaines.
Bien que cette généralisation soit abusive, on associe habituellement à la SFFQ toutes les œuvres francophones canadiennes dans le domaine de la science-fiction et du fantastique, dont la plus grande part est réalisée au Québec.

## Chronologie et historique

### Origines
On trouve peu d'exemples de science-fiction québécoise avant les années 1960. Une utopie indépendantiste de Jules-Paul Tardivel intitulée Pour la patrie, publiée en 1895, est le premier ouvrage d'anticipation paru sous forme de livre, n'ayant été précédé que par quelques textes courts signés entre autres par Napoléon Aubin, Wenceslas-Eugène Dick et Tardivel lui-même. En ce qui concerne le fantastique, la récolte est plus abondante si on tient compte des nombreux textes fantastiques tirés du folklore, dont l'histoire de Rose Latulippe donnée dans le premier roman québécois francophone, L'Influence d'un livre (1839) de Philippe Aubert de Gaspé fils.   
Au début du XXe siècle, des récits d'anticipation et de science-fiction sont signés par des auteurs comme Jules Jehin (Les Aventures extraordinaires de deux Canayens, 1918), Ubald Paquin (La Cité dans les fers, 1926), Jean-Charles Harvey (L'Homme qui va, 1929) et Emmanuel Desrosiers (La Fin de la Terre, 1931). Même si Harvey obtient le Prix David pour L'Homme qui va, la plupart de ces ouvrages n'obtiennent qu'un retentissement limité. La science-fiction émerge ensuite dans les petits fascicules vendus 10, 25 ou 50 cents des années 1940 aux années 1960. Plusieurs séries de fascicules, dont Les Aventures étranges de l'agent IXE-13 de Pierre Daignault, font une place dans au moins quelques épisodes à une science-fiction affirmée.

### Les années 1960: émergence
On peut dater des années 1960 la véritable émergence de la science-fiction au Québec. Un étrange cataclysme bouleverse le monde dans Les Nomades (1967) de Jean Tétreau. Yves Thériault évoque, lui, les dangers d'une guerre nucléaire dans Si la bombe m'était contée (1962) et invente l'agent secret Volpek dont les exploits racontés dans des romans pour jeunes (1965-1968) versent souvent dans la science-fiction.  Maurice Gagnon signe également des romans d'anticipation pour jeunes (1965-1968) avant de faire paraître un roman pour adultes en 1972, Les Tours de Babylone. Toujours pour les jeunes, on peut citer Surréal 3000 (1962) de Suzanne Martel qui reçoit le Prix de l'ACELF pour ce roman. D'autres ouvrages de science-fiction pour la jeunesse sont signés par Laurent Boisvert, Guy Bouchard et Rolande Lacerte. Au théâtre, Robert Gurik met en scène Api 2967 (1965-1967).
En fantastique, des auteurs comme Roch Carrier (Jolis Deuils, 1964), Claude Mathieu (La Mort exquise, 1965) et Michel Tremblay (Contes pour buveurs attardés, 1966) se démarquent dès cette époque.  La forme du conte, classique ou réinventé dans le sillage d'auteurs comme Jean Ray, commence à céder la place à des récits plus longs, comme dans le cas de La Charrette de Jacques Ferron, que l'on pourrait rapprocher parfois du réalisme magique des auteurs latino-américains.

### Les années 1970: premiers pas de la SFFQ moderne
Le coup d'envoi de la SFFQ moderne est véritablement la fondation, par Norbert Spehner, du fanzine Requiem en 1974 dans un CEGEP de Longueuil, qui devient au cours des années 1980 un véritable magazine de science-fiction et de fantastique en publiant critiques, dossiers, entrevues, nouvelles originales, illustrations et bandes dessinées. C'est également en 1974 que paraissent plusieurs ouvrages de science-fiction, dont En hommage aux araignées d'Esther Rochon, Échec au président de Jean Côté, Contes ardents du pays mauve de Jean Ferguson ou Contes pour hydrocéphales adultes de Claudette Charbonneau-Tissot, voire Reliefs de l'arsenal de Roger Des Roches.
En 1979, Requiem est rebaptisé Solaris. Cette même année voit aussi le lancement de la revue Imagine..., dont la rédaction se partagera au début entre Montréal et Trois-Rivières, et le tout premier congrès Boréal.  Dédiée à la science-fiction avant tout, Imagine... publie les premiers récits d'auteurs devenus maintenant des incontournables de la SFFQ.

### Les années 1980: expansion
Ces deux revues jouent un rôle central durant les années 1980, tandis que des revues et des fanzines plus éphémères (Pour ta belle gueule d'ahuri, Carfax) contribuent à l'effervescence de cette période.  Solaris et Imagine... publient certains des premiers textes d'auteurs comme Jean-Pierre April, René Beaulieu, Joël Champetier, Daniel Sernine, Francine Pelletier, Jean-Louis Trudel ou Élisabeth Vonarburg.
C'est vers le début des années 1980 que naît aussi la vénérable collection Chroniques du Futur, aux éditions du Préambule, qui éditeront un recueil d'Elisabeth Vonarburg (L'Œil de la nuit), des livres de Daniel Sernine (Les Méandres du Temps, Le Vieil homme et l'espace) ainsi que les anthologies Aurores Boréales. Une seconde collection, Chroniques de l'Au-Delà, coexistera avec cette dernière, mais ne publiera que quelques titres, dont Quand vient la nuit de Sernine, auteur phare de ces années. 
La troisième revue professionnelle, Pour ta belle gueule d'ahuri, lancée à Québec, regroupe un noyau de dessinateurs et amateurs de bandes dessinées issus du Cégep de Sainte-Foy à Québec. On y retrouve même le nom de Jean Pettigrew, future figure majeure de l'édition de SFFQ, avec tout d'abord les éditions du Passeur (qui éditeront l'ASFFQ) puis Alire (années 1990). Jean-Marc Gouanvic, de la revue Imagine..., devient directeur de la seconde collection spécialisée de SFFQ aux éditions Les Imaginoïdes, qui publiera entre autres les anthologies Espaces imaginaires.
Pendant ce temps, les fanzines se multiplient, pour le meilleur ou pour le pire.  Carfax, Samizdat et Temps Tôt sont les meilleurs exemples des fanzines de ces années. Ils publient beaucoup de nouvelles d'auteurs émergents et leur rôle n'est pas à négliger dans l'histoire de la SFFQ.

## Listes des principaux acteurs de la science-fiction et fantastique au Québec

### Artistes
- Marc Auger, illustrateur et auteur de bande dessinée (Pour ta belle gueule d'ahuri, Solaris) ;
- Sylvain Bell, illustrateur (Solaris, Imagine... et autres magazines) ;
- Jean-François Bergeron, auteur de bande dessinée (Solaris, Zeppelin, et autres magazines) ;
- Gaétan Borgia, illustrateur et auteur de bande dessinée (Pour ta belle gueule d'ahuri, Solaris, et autres magazines) ;
- Grégoire Bouchard, illustrateur et auteur de bande dessinée (Krypton, Solaris, Iceberg et autres magazines) ;
- André-Philippe Côté, auteur de bande dessinée (Pour ta belle gueule d'ahuri, Solaris, Carfax, Zeppelin, et autres magazines) ;
- Richard Coulombe, illustrateur et auteur de bande dessinée (Pour ta belle gueule d'ahuri, Solaris, Imagine..., et autres magazines) ;
- François-Miville Deschênes, auteur de bande dessinée (Les Humanoïdes Associés) ;
- Dominique Desbiens, peintre et auteur de bande dessinée (Exil) ;
- Bernard Duchesne, illustrateur (Solaris) ;
- Simon Dupuis, auteur de bande dessinée (Exil, Les Humanoïdes Associés) ;
- Jean-Paul Eid, auteur de bande dessinée (Éditions Logiques, Éditions les 400 coups) ;
- Guy England, illustrateur  (Solaris et divers romans) ;
- Mario Giguère, illustrateur et auteur de bande dessinée (Solaris, Pour ta belle gueule d'ahuri, Zeppelin et autres magazines) ;
- Benoît Joly, illustrateur et auteur de bande dessinée (Empire, Carfax, Solaris et autres magazines) ;
- Robert Julien, illustrateur et auteur de bande dessinée (Solaris, Zeppelin, Zine Zag et autres magazines) ;
- Éric Lacasse, auteur de bande dessinée (Solaris et autres magazines) ;
- Pierre D. Lacroix, illustrateur (Solaris, Imagine..., Carfax, Samizdat, Temps Tôt, Horrifique et autres magazines) ;
- Jacques Lamontagne, illustrateur de romans et auteur de bande dessinée (Éditions Soleil) ;
- Benoît Laverdière, illustrateur et auteur de bande dessinée (Solaris et autres magazines) ;
- Jean-Pierre Normand, illustrateur (Solaris, Pour ta belle gueule d'ahuri, autres magazines et romans) ;
- Marc Pageau, illustrateur et auteur de bande dessinée (Empire, Carfax, Solaris, Imagine..., Zeppelin, Exil, Zine Zag et autres magazines) ;
- Julien Poitras, illustrateur et auteur de bande dessinée (Solaris, Zeppelin, autres magazines et éditions Moelle graphique) ;
- Louis Rémillard, illustrateur et auteur de bande dessinée (Solaris, Pour ta belle gueule d'ahuri et autres magazines) ;
- Robert Rivard, auteur de bande dessinée (Empire, Carfax, Exil et Éditions Glénat) ;
- Paul Roux, illustrateur et auteur de bande dessinée (Solaris et autres magazines) ;
- Laurine Spehner, illustratrice et auteur de bande dessinée (Solaris, Temps Tôt, Horrifique  et autres magazines) ;
- Éric Thériault, auteur de bande dessinée (Laser, Empire, Krypton, Solaris et comic books à l'américaine) ;
- Christian Vadeboncoeur, illustrateur et auteur de bande dessinée (Solaris, Imagine... et autres magazines).

### Écrivains
- Mathieu Blais et Joël Casséus, romanciers ;
- Jean-Pierre April ;
- Natasha Beaulieu, auteure de la trilogie des Cités intérieures ;
- René Beaulieu, nouvelliste ;
- Dominic Bellavance, auteur de la saga d'Alégracia ;
- Sylvie Bérard, auteure du roman Terre des autres ;
- Alain Bergeron, nouvelliste et romancier ;
- Évelyne Bernard ;
- Claude Bolduc, auteur de nombreuses nouvelles d'épouvante ;
- Mehdi Bouhalassa, nouvelliste ;
- Joël Champetier, nouvelliste, romancier et scénariste ;
- Héloïse Côté, auteure des Chroniques de l'Hudres ;
- Philippe-Aubert Côté, nouvelliste et romancier;
- Mathieu Daigneault, auteur du cycle des aventures du Trench (6 tomes à ce jour), chez Michel Brûlé;
- Frédérick Durand, nouvelliste et romancier ;
- Mathieu Fortin, nouvelliste et romancier, anciennement éditeur du fanzine Brins d'éternité ;
- Éric Gauthier, conteur et nouvelliste ;
- Louise Gauthier, auteure de la trilogie Le Pacte des elfes-sphinx et de la série en quatre tomes Le schisme des mages;
- Philippe Gauthier, auteur de la trilogie de Qader ;
- Ariane Gélinas ;
- Michèle Laframboise, auteure des séries  Les voyages du Jules-Verne  et La quête de Chaaas ;
- Pierre-Luc Lafrance, auteur de romans parodiant les contes de fée ;
- Martin Lessard, auteur du roman Terre sans mal (Denoël);
- Michel J. Lévesque, auteur du roman Samuel de la chasse-galerie et de la série Arielle Queen ;
- Patrick Loranger, auteur de la série fantastique L'ordre des Ornyx et de la série de science-fiction Technotron ;
- Laurent McAllister, un pseudonyme unissant les plumes d'Yves Meynard et Jean-Louis Trudel ;
- Yves Meynard, auteur du roman Le Livre des chevaliers ;
- Hugues Morin, nouvelliste ;
- Yves Morin, auteur du roman Passé ou Futur  des Éditions Persée
- Stanley Péan ;
- Fred Pellerin, conteur, dont les contes fantaisistes intègrent des éléments classiques de la littérature fantastique ;
- Francine Pelletier, auteure de la trilogie Le Sable et l'Acier et de nombreux livres jeunesse ;
- Bryan Perro, auteur de la série Amos Daragon ;
- Philippe Porée-Kurrer, auteur de : Le retour de l'orchidée, Shalôm, La main gauche des ténèbres, À l'est de minuit.
- Jonathan Reynolds, auteur des romans Ombres et Nocturne ;
- Anne Robillard, auteur de la saga des Chevaliers d'Émeraude ;
- Esther Rochon, auteure de la saga de Vrénalik ;
- Manon Samson, auteure de la série Yianna ;
- Patrick Sénécal, auteur de romans d'épouvante (Sur le seuil, Oniria, Les Sept jours du talion...) ;
- Daniel Sernine, auteur de La Suite du Temps et du cycle de Neubourg et de Granverger ;
- Simon St-Onge, auteur de Mach Avel ;
- Danielle Tremblay, auteur de la série « Pas de paradis sans... l'enfer » et d'autres romans;
- Jean-Louis Trudel, nouvelliste et romancier, auteur de plusieurs livres pour jeunes ;
- Guillaume Voisine, nouvelliste, rédacteur en chef du fanzine Brins d'éternité ;
- Élisabeth Vonarburg, auteure de la saga de Tyranaël et de l'uchronie Reine de Mémoire.

### Éditeurs
- Éditions Alire ;
- La Maison des viscères ;
- Éditions Moelle Graphique ;
- Joey Cornu;
- Les Six Brumes ;
- Éditions Vents d'Ouest ;
- Éditions de la Veuve noire (a cessé ses opérations)

## Listes des principaux médias de la science-fiction et fantastique au Québec

### Périodiques
- Asile ;
- Brins d'éternité ;
- Carfax (fanzine ne paraissant plus) ;
- Délirius (fanzine ne paraissant plus) ;
- Empire (fanzine ne paraissant plus) ;
- Exil (fanzine ne paraissant plus) ;
- Galaxie (fanzine ne paraissant plus) ;
- Horrifique ;
- Imagine... (magazine ne paraissant plus) ;
- Krypton (fanzine ne paraissant plus) ;
- Laser (fanzine ne paraissant plus) ;
- Nexuz3 ;
- Nocturne ;
- Pour ta belle gueule d'ahuri (magazine ne paraissant plus) ;
- Samizdat (fanzine ne paraissant plus) ;
- Sextant (magazine ne paraissant plus) ;
- Solaris ;
- Temps Tôt (fanzine ne paraissant plus) ;
- Trench, Le (fanzine ne paraissant plus) ;
- Zidara9 ;
- Zonar (fanzine ne paraissant plus).

### Prix littéraires
- Grand Prix de la science-fiction et du fantastique québécois ;
- Prix Aurora ;
- Prix Boréal ;
- Prix Dagon ;
- Prix Joël-Champetier ;
- Prix Septième Continent ;
- Prix Solaris.

### Films
Le cinéma de genre dans le domaine de la science-fiction et du fantastique est souvent présenté dans le cinéma américain comme le cinéma par excellence des effets spéciaux et des budgets imposants.  Malgré des moyens habituellement plus modestes, des films québécois ont été réalisés dans ces domaines, plus particulièrement depuis le début des années 2000.
- Dans le ventre du dragon, réalisé par Yves Simoneau avec Rémy Girard, Michel Côté, David La Haye et Marie Tifo.  Une comédie de science-fiction dans laquelle on apprend que de servir de cobaye pour une nouvelle technique médicale peut avoir des effets inattendus.  (1989)
- Le Marais, réalisé par Kim Nguyen, avec Paul Ahmarani et Gabriel Gascon.  Dans un coin reculé de l'Europe du XIXe siècle, deux exclus vivent au bord d'un marais réputé hanté par des créatures fantastiques.  Quand un meurtre étrange a lieu dans le village voisin, les exclus sont pris à partie et accusés par les villageois... (2002)
- Sur le seuil, réalisé par Éric Tessier, basé sur un roman de Patrick Sénécal, avec Michel Côté et Patrick Huard.  Un écrivain d'horreur se rend compte que ce qu'il écrit finit par se produire dans la réalité... (2003)
- Dans une galaxie près de chez vous, réalisé par Claude Desrosiers, avec Guy Jodoin (et d'autres), basé sur la série télévisée du même nom.  « Nous sommes en 2039, la situation sur la Terre est plus que catastrophique ; la couche d'ozone a été complètement détruite par les gaz carboniques des voitures, l'industrie chimique, et le poush-poush en cacane. Résultat : la Terre se meurt sous les rayons du soleil. C'est le savoir-faire canadien qui a permis l'envoi, le 28 octobre 2034, du vaisseau spatial : Romano Fafard. Sa mission : trouver une nouvelle terre d'accueil pour les terriens. Sa destination : les confins de l'univers. Là, où la main de l'homme n'a jamais mis le pied. » (2004)
- La Peau blanche, réalisé par Daniel Roby, avec Marc Paquet et Marianne Therien, basé sur un roman de Joël Champetier.  Deux amis découvrent que la famille de l'une de leurs petites amies n'est pas... ordinaire. (2004)
- Mémoires affectives, réalisé par Francis Leclerc, avec Roy Dupuis.  Après un accident, un vétérinaire se réveille amnésique.  Mais d'étranges souvenirs le hantent...  Prix Jutra du meilleur film en 2004.
- Saint-Martyr-des-Damnés, réalisé par Robin Aubert, avec François Chénier et Isabelle Blais. Un journaliste est envoyé enquêter dans un petit village québécois reculé où des gens disparaissent, une histoire combinant science-fiction, fantastique et... western. (2005).
- Cadavre exquis, première édition, réalisé par 9 cinéastes québécois, selon les principes du jeu du cadavre exquis, avec Alexis Bélec, Annie Dufresne et Sabine Karsenti. Roxy, un chanteur glam-rock sur le déclin qui a signé un pacte avec le Diable, est troublé par Méphistophélès, sous toutes ses formes. Une idée originale d'Adrien Lorion, David Étienne & Michel Laroche dévoilé en spectacle d'ouverture lors du 30e anniversaire du Festival des films du monde de Montréal.
- Babine, réalisé par Luc Picard, inspiré des contes de Fred Pellerin, présente un univers empreint de réalisme magique, en racontant l'histoire de l'idiot du village dont la mère est sorcière.
- Truffe, réalisé par Kim N'guyen, est une uchronie de science-fiction se déroulant au Québec, alors que la culture des truffes devient importante dans les années 1950.
- Mars et Avril, écrit et réalisé en 2012 par Martin Villeneuve. Ce film prend pour décor un Montréal futuriste.

### Séries télévisées
- Les Rescapés, saison 1 (2010) et saison 2 (2012), série télévisée de science-fiction qui traite de voyage dans le temps.
- Dans une galaxie près de chez vous, série parodique de science-fiction
- Grande Ourse (2004) et L'Héritière de Grande Ourse (2005), séries télévisées de fantastique qui flirtent avec la science-fiction.
- La conclusion de la série Fortier (2004) flirte avec le surnaturel.

### Autres œuvres
- Kosmogonia, un spectacle en plein air à saveur cosmologique/mythologique.
- Starmania est un opéra rock composé en 1976-1978 qui se projette aux alentours de l'an 2000 et relevait donc de l'anticipation au moment de son lancement
- Un trou dans les nuages est l'une des rares chansons québécoises, ayant obtenu un grand succès radiophonique, à être clairement liée à la science-fiction.  Cette chanson, sur l'album du même titre de 1987 de Michel Rivard, raconte l'histoire d'un « idiot du village » contacté par des êtres venus d'ailleurs.

Ils se sont posés à quelques pas de moi

Moi qui ne suit que l'idiot du village

- Jean Leloup, parmi ses chansons, compte Le dome, un texte où il est question de clones ainsi que Paradis Perdu, une utopie.

- Les Cowboys Fringants, sur leur album La Grand-Messe, présentent la pièce Plus rien, une chanson catastrophe qui présente les pensées du dernier être humain sur la Terre.

- Mes Aïeux, sur leur album La ligne orange, présentent la pièce Le stade (conte complet), une chanson décrivant le stade Olympique de Montréal comme étant un vaisseau spatial sauvant l'humanité d'une catastrophe apocalyptique en l'an 2036.